# Wasmes (Colfontaine)
Pour les articles homonymes, voir Wasmes.
Wasmes [wam] (en wallon Wame-e-Borinaedje) est une section de la commune belge de Colfontaine, située dans le Borinage, en Région wallonne dans la province de Hainaut.
C'était une commune à part entière avant la fusion des communes de 1977. Elle comprend les hameaux de Wasmes et Petit-Wasmes.

## Toponymie
L'antiquité du village se révèle notamment dans les titres qu'on lui donnait. Les formes les plus anciennes sont Wamium (flumen Wamii - 963), Guamioe (1095), Squamioe (1110) mais ce doit être une mauvaise lecture, Guasmoe (1103), Wamioe (1184) et Wamia (1181). En roman, le mot wasmes signifie les marais, les bas-fonds noyés et le mot vient du celtique wa wé, eau.

## Évolution démographique
- Sources : INS, Rem. : 1831 jusqu'en 1970 = recensements, 1976 = nombre d'habitants au 31 décembre[3].

## Histoire

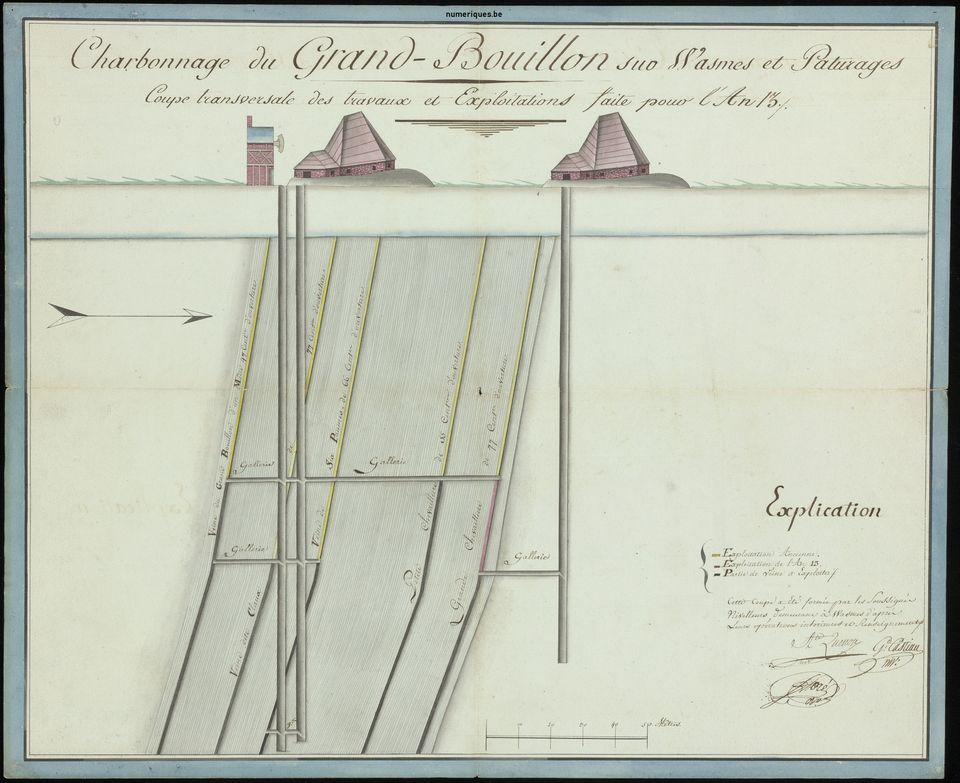
Charbonnage du Grand-Bouillon sur Wasmes et Paturages coupe transversale des travaux et exploitations faite pour l'an 13 (1804/5).

On a découvert sur le territoire de Wasmes nombre de vestiges du passé, des urnes funéraires et des outils, des monnaies romaines, des vases et des fibriles en bronze. 
Le ruisseau principal qui traverse Wasmes, nommé rieu de Cocqfontaine, (rivus Gallifontis) rieu de Libeaupont, la Radde eau (l'eau rapide qui court rade, raide, dont on a fait de nos jours, le rieu des Rats d'eau !) Enfin, le rieu de Wasmes traverse un vallon aux bords escarpés et pittoresques. Il reçoit dans son parcours l'appoint d'autres petits cours d'eau, venant des fontaines situées au lieu-dit Funtenil (Fontenich 1298), Fontenoit (1310).
Les terres « communes » de Wasmes étaient considérables. Elles servaient de pâturages, procuraient le bois à brûler aux Wasmois. L’agglomération principale se groupait surtout sur les deux versants du vallon. Les hameaux se sont établis plus tard. Outre Résignies, on trouvait en cette commune : le Petit Wasmes ; le Quesnoit (ou chênaie) ; la Platinerie, ancienne forge à martinet ; la Justice, à l’extrémité du territoire vers Hornu. Là se trouvaient les fourches ou gibet servant à pendre ou à attacher les condamnés des trois villages de Wasmes d’Hornu et de Saint-Ghislain, qui ne formaient qu’une seule juridiction seigneuriale, appartenant à l’abbaye de Saint-Ghislain. Le Cambril, place du Cambry, lieu où une rue, une voie, un ruisseau fait une courbe. 
En 1391, le manoir du Cambril situé derrière l’église de Wasmes appartenait à Jehan Gobert. La place Saint-Pierre est un écart situé assez loin du centre, très peuplé.  Parmi les principaux lieux-dits de Wasmes, notons : les Vanials ou Vaniouls (1298-1372) rappelant l’oiseau de ce nom, le vanneau, qui s’y trouvait jadis en abondance ; le chemin du Tour Notre Dame, rappelant la célèbre procession de la Pentecôte de Wasmes ; le Moulin de Biaumez (1372), c’est-à-dire, Belle demeure ; la Maladrie, vers les bouleaux de Wasmuël ; les champs des Gonthières, de la Croix Saint-Eton, Croix Hubert et Larges Fossés, de la Court rappelant la grande et magnifique ferme que les moines de Saint-Ghislain possédaient en ce village; ceux de Watehaye, de Berchon, des Hauts Chênes, du Bahu, de Montigny, de l'Épinette, des Sauvelons des Longues Bornes.  

### AuVIesiècle
À l'origine de la chrétienté, les "Feux des solstices" culte du Soleil, astre-Dieu, que tous les peuples ont adoré sous différentes formes, que ce soit le Soleil ou le feu, furent vivement combattus pour être finalement tolérés par l'église romaine. 
Lorsque l'église christianise quelques fêtes païennes, les fêtes du solstice d'été devinrent les feux de "la Saint-Jean" en mémoire du saint dont le Christ avait dit " Jean, tu es la lumière ardente". Depuis, les "Feux Sé-Pierre" ou les "Feux de la Saint-Jean"  s'allument, chaque année vers le 22 juin, un peu partout dans la campagne pour exalter la grandeur du Soleil à son apogée et la splendeur solsticiale de la lumière. 

### AuXIesiècle
Cette commune n'était qu'une propriété rurale, composée en grande partie de prés et de bois. 
En 1095, comme pour nombre de villages de la région, l’autel de Wasmes fut donné à l’abbaye de Saint-Ghislain,  par Gaucher, évêque de Cambrai, sur la demande que lui avait faite l'abbé Alard.

### AuXIIesiècle
La houille était exploitée à Wasmes dès le XIIe siècle.
En l'an 1118, la possession de l'autel de Wasmes (Guamia) avec ses dépendances Wasmüel et resignies fut confirmée par le pape Gélase II. 
En 1133, le preux chevalier Gilles de Chin, seigneur de Wasmes aurait occis, dit-on, le dragon, monstre effroyable et d'une grandeur énorme qui désolait le pays. Cette histoire du dragon de Wasmes a été révoquée en doute par plusieurs historiens de notre province. On sait d'ailleurs que cette légende très sujette à caution place dans la vallée le repaire de cette bête monstrueuse, sorte de Tarasque épouvantable. La population de Wasmes considère que ce fut en actions de grâce de la victoire de Gilles de Chin sur le dragon qu'on institua la procession du mardi de la Pentecôte. On y porte l'image de la Vierge, en grande vénération. Lors de la très populaire procession de Wasmes, dont le tour est de quatre lieues, on admire "La Pucelette", jeune fille revêtue d'une riche toilette, désignée par le doyen.
En 1134, on dit aussi que Gontier et Gilles de Chin, son fils, donnèrent à l'abbaye de Saint-Ghislain les grands biens qu'ils possédaient à Wasmes, tant en terre qu'en bois, rentes et courtils, et ce pour encourager l'extraction du charbon de terre. Mais l'acte de cette donation n'a pas été retrouvé.
En 1181, cette donation fut confirmée, par le pape Lucius III, avec celle que Hughes, seigneur d'Enghien, fit au monastère précité, peu de temps après, d'une terre située au même village.

### AuXVesiècle
On comptait à Wasmes quatre seigneuries, à savoir : 
- la seigneurie de Wasmes appartenant à l’abbaye de Saint-Ghislain ;

- celle du Fontenich ;

- celle de Fontenil ;

- et un fief appartenant à l’abbaye de Ghislenghien.

### AuXVIesiècle
L’abbaye de Saint-Ghislain possédait toutes ces seigneuries.

### AuXXesiècle
Le premier janvier 1977, Wasmes fusionna avec Pâturages et Warquignies pour constituer la nouvelle entité de Colfontaine.

## Héraldique
|  | Blasonnement : Parti d'or à une demi-aigle de sable, becquée, membrée et languée de gueules, et de gueules à la crosse d'or posée en pal. - Arrêté royal : 22 mai 1909 |

## Patrimoine et culture

### Patrimoine architectural et sculptures
- Église Notre-Dame.
- Monument Joseph Dufrane, bronze, œuvre du sculpteur Léon Gobert, 1913.
- Le Mineur à l'Hapiette et le Mineur au Boutriau, bronzes, œuvre du sculpteur Léon Gobert, parc communal de Wasmes.

### Culture

#### Folklore
- Procession de la Pucelette et tour de Wasmes.
- Le ballon de Jean-Pierre Blanchard.

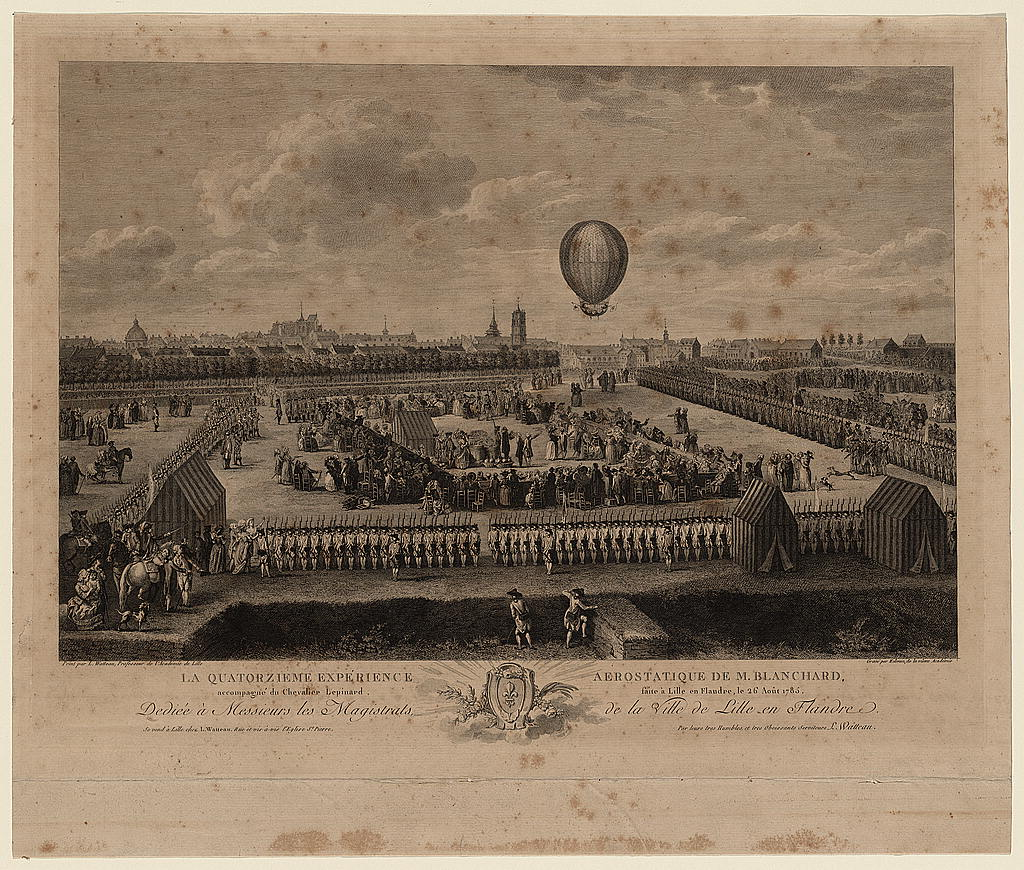
La quatorzième expérience aérostatique de M. Blanchard accompagné du Chevalier Lépinard faite à Lille en Flandre, le 26 août 1785 (Gravé par Isidore Stanislas Helman).

La cavalcade du Dragon était organisée chaque année à Wasmes. Elle passait par une fosse à charbon, dite le ballon, en souvenir de l'accident de l'aéronaute Jean-Pierre Blanchard (1753-1809) où son ballon se déchira sur un arbre. Il venait de Valenciennes.
Ce vol eut lieu le 27 mars 1787 par un vent violent ; il était suspendu à une grappe de cinq petits ballons.

## Personnages célèbres

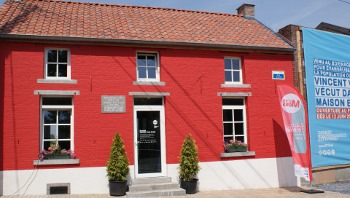
Vincent van Gogh, 1878 1879, maison du boulanger Denis en 2013 angle de la rue du Petit-Wasmes et rue Wilson.

- Vincent van Gogh, 1878 1879, maison du boulanger Denis en 2013 angle de la rue du Petit-Wasmes et rue Wilson.Gilles de Chin (fin du XIe siècle-1137). À son retour de Palestine, ce chevalier, seigneur de Berlaimont et chambellan de Baudouin IV de Hainaut (le Bâtisseur), tua, d'après la tradition, le terrible dragon qui désolait, au commencement du XIIe siècle, le territoire du village de Wasmes.

- Vincent van Gogh (1853-1890), peintre. Il exerça à Wasmes la fonction de prédicateur évangéliste de l'Église protestante.  Il descendit dans la mine à 700 m au puits B du Charbonnage de Marcasse.
- Abbé Jacques Mahieu, personnalité politique et religieuse wallonne.
- Léon Gobert (1869-1935) : sculpteur et professeur à l'Académie royale des Beaux-Arts de Mons.
- Emile Meester, il était dans les années 1930 sénateur socialiste et secrétaire général du syndicat des mineurs et carriers du Borinage et du Tournaisis.
- Marcel Busieau, Bourgmestre de Wasmes de 1953 à 1976, il fut aussi ministre fédéral.
- Fernand Carion (1908-60), compositeur.
- Le scénariste de bande dessinée Louis Savary (1938) et sa compagne la peintre Nadine Fiévet (1947).